# Gianluca Roda
Gianluca Roda (ur. 5 czerwca 1959 roku w Como) – włoski kierowca wyścigowy.

## Kariera
Roda rozpoczął karierę w wyścigach samochodowych w 1993 roku od startów w Italian Super Touring Car Championship. Z dorobkiem trzech punktów uplasował się na 26 pozycji w końcowej klasyfikacji kierowców. W późniejszych latach Włoch pojawiał się także w stawce Campionato Italiano Velocita Turismo, Italian GT Championship, International GT Open, Spanish GT Championship, Le Mans Series, Intercontinental Le Mans Cup, Blancpain Endurance Series, 24-godzinnego wyścigu Le Mans, FIA World Endurance Championship, European Le Mans Series oraz United Sports Car Championship.